# 提鲁沃嫩塔布勒姆县
提鲁沃嫩塔布勒姆县（Thiruvananthapuram district）是印度喀拉拉邦最南的一個縣，面積2,192平方公里，2001年人口3,307,284，識字率為92.66%，人口密度每平方公里1,509人。2011年人口3,301,427，識字率為93.02%。

## 外部連結
- Official District website
- （页面存档备份，存于） Best Places in Thiruvananthapuram
- Government of Kerala Website on Thiruvananthapuram District